# El Hoyo de Pinares
El Hoyo de Pinares és un municipi d'Espanya pertanyeny a la província d'Àvila, a la comunitat autònoma de Castella i Lleó.

## Demografia
| 1991 | 1996 | 2001 | 2004 |
| ---- | ---- | ---- | ---- |
| 2597 | 2525 | 2318 | 2367 |